# Иванов, Иосиф
Иосиф Иванов (нидерл. Yossif Ivanov; род. 18 июля 1986, Антверпен) — бельгийский скрипач.
Учился в Любекской Высшей школе музыки у Захара Брона, затем в Брюссельской консерватории у Игоря и Валерия Ойстрахов. В 2003 году стал победителем Монреальского международного конкурса исполнителей, в 2005 г. завоевал вторую премию и приз зрительских симпатий на Международном конкурсе имени королевы Елизаветы в Брюсселе. Гастролировал во Франции, Германии, Италии, Великобритании, Норвегии, США, Канаде, Мексике, Сингапуре и т. д.
Среди записей Иванова — скрипичные концерты Белы Бартока (№ 2) и Дмитрия Шостаковича (№ 1) с Королевским Фламандским филармоническим оркестром под управлением Пинхаса Штейнберга, сонаты Сезара Франка и Эжена Изаи, концертные миниатюры Чайковского, Равеля, Крейслера, Сарасате и др. (с пианистом Итамаром Голаном).